# Муніципалітети Грузії
Муніципалітети (груз. მუნიციპალიტეტი) в Грузії є адміністративними одиницями другого рівня. Вони об'єднуються в краї (мхаре).
До 1994—1996 рр. адміністративними одиницями першого рівня були райони, якщо не враховувати трьох автономій, які також ділились на райони. Вперше Грузія була розділена на райони в 1935 році і відтоді їх кількість неодноразово мінялась. 2006 року всі райони перейменовані в муніципалітети.

## Список

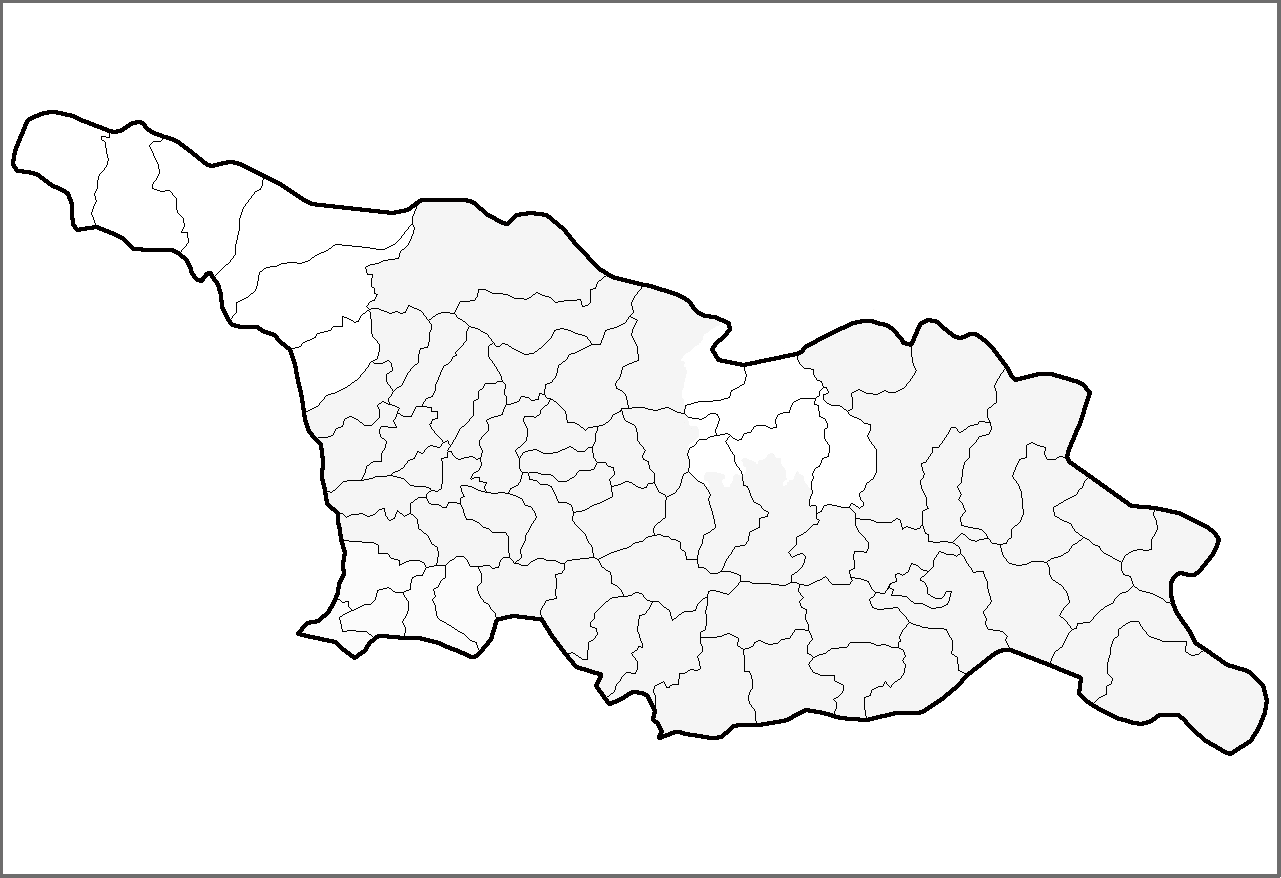
Муніципалітети Грузії

| Казбегський Ахалгорський Мцхетський м. Мцхета Душетський Тіанетський Горійський м. Горі Карельський Каспський Хашурський Джавський Ахметський м. Телаві Телавський Лаґодехський Кварельський Ґурджаанський Сігнахський Дедоплісцкаро Саґареджо Тетріцкарський Цалкійський Марнеульський Bolnisi Дманіський Ґардабанський м. Руставі Тбілісі Лентехський Цагерський Амбролаурський м. Амбролаурі Онський Хонський Цхалтубський Ткібульський Терджольський Самтредський Ванський Багдатський Зестафонський Хараґаульський Чіатурський Сачхерський м. Кутаїсі Местійський Цаленджихський Чхороцкуський Мартвильський Зугдідський м. Зугдіді Хобський Сенакський Абашський м. Поті Ланчхутський м. Озургеті Озургетський Чохатаурський Хулойський Кедський м. Батумі Хелвачаурі Шуахевський Кобулетський Боржомський Ахалцихський м. Ахалцихе Адіґенський Ніноцміндійський Ахалкалакський Аспіндзійський Гагрський Ґудаутський Сухумський Ґулріпшійський Очамчирський Ґальський |

| Назва                          | Населення    | Населення                       |
| Назва                          | Перепис 2002 | Оцінка станом на 1.01.2008 тис. |
| ------------------------------ | ------------ | ------------------------------- |
| Усього                         | 4 371 535    | 4 382,1                         |
| м. Тбілісі                     | 1 081 679    | 1 106,7                         |
| Абхазька Автономна Республіка  | 1 956        | 1,9                             |
| м. Сухумі                      | 43 716       |                                 |
| Гагрський                      |              |                                 |
| Сухумський                     |              |                                 |
| Ґудаутський                    |              |                                 |
| Ґулріпшійський                 |              |                                 |
| Очамчирський                   | 24 629       |                                 |
| Ґальський                      | 29 287       |                                 |
| Аджарська Автономна Республіка | 376 016      | 380,2                           |
| м. Батумі                      | 121 806      | 122,2                           |
| Кеда                           | 20 024       | 19,9                            |
| Кобулеті                       | 88 063       | 89,4                            |
| Хелвачаурі                     | 90 843       | 92,2                            |
| Хуло                           | 33 430       | 34,5                            |
| Шуахеві                        | 21 850       | 22,0                            |
| Гурія                          | 143 357      | 138,8                           |
| Ланчхуті                       | 40 507       | 38,7                            |
| Озургеті                       | 78 760       | 77,3                            |
| Чохатаурі                      | 24 090       | 22,8                            |
| Імеретія                       | 699 666      | 694,2                           |
| м. Кутаїсі                     | 185 965      | 188,6                           |
| Багдаті                        | 29 235       | 44,8                            |
| Вані                           | 34 464       | 59,9                            |
| Зестафоні                      | 76 208       | 46,6                            |
| Самтредіа                      | 60 456       | 73,2                            |
| Сачхере                        | 46 846       | 55,0                            |
| Терджола                       | 45 496       | 30,2                            |
| Ткібулі                        | 31 132       | 28,6                            |
| Хараґаулі                      | 27 885       | 27,4                            |
| Хоні                           | 31 749       | 31,0                            |
| Цхалтубо                       | 73 889       | 33,7                            |
| Чіатура                        | 56 341       | 75,2                            |
| Кахетія                        | 407 182      | 401,9                           |
| Ахмета                         | 41 641       | 41,5                            |
| Ґурджаані                      | 72 618       | 70,2                            |
| Дедоплісцкаро                  | 30 811       | 30,3                            |
| Кварелі                        | 37 658       | 37,0                            |
| Лаґодехі                       | 51 066       | 51,1                            |
| Сагареджо                      | 59 212       | 58,7                            |
| Сігнахський                    | 43 587       | 43,1                            |
| Телаві                         | 70 589       | 70,0                            |
| Мцхета-Мтіанеті                | 125 443      | 118,1                           |
| Ахалґорі                       | 7 703        | 7,6                             |
| Душеті                         | 33 636       | 33,1                            |
| Казбеґі                        | 5 261        | 4,9                             |
| Мцхета                         | 64 829       | 59,4                            |
| Тіанеті                        | 14 014       | 13,1                            |
| Рача-Лечхумі і Квемо-Сванетія  | 50 969       | 48,2                            |
| Амбролаурі                     | 16 079       | 14,9                            |
| Лентехі                        | 8 991        | 15,7                            |
| Оні                            | 9 277        | 8,9                             |
| Цагері                         | 16 622       | 8,7                             |
| Самеґрело-Земо Сванеті         | 466 100      | 467,7                           |
| Абаша                          | 28 707       | 27,9                            |
| Зугдіді                        | 167 760      | 47,4                            |
| Мартвильський                  | 44 627       | 171,4                           |
| Местія                         | 14 248       | 40,0                            |
| Сенакі                         | 52 112       | 44,4                            |
| Хобі                           | 41 240       | 29,8                            |
| Цаленджиха                     | 40 133       | 51,7                            |
| Чхороцку                       | 30 124       | 14,3                            |
| Поті                           | 47 149       | 40,8                            |
| Самцхе-Джавахеті               | 207 598      | 207,7                           |
| Адіґені                        | 20 752       | 20,3                            |
| Аспіндза                       | 13 010       | 12,6                            |
| Ахалкалакі                     | 60 975       | 62,3                            |
| Ахалцихе                       | 46 134       | 46,8                            |
| Боржомі                        | 32 422       | 31,7                            |
| Ніноцмінда                     | 34 305       | 34,0                            |
| Квемо Картлі                   | 497 530      | 503,9                           |
| Руставі                        | 116 384      | 117,3                           |
| Болнісі                        | 74 301       | 76,0                            |
| Гардабанський                  | 114 348      | 112,4                           |
| Дманісі                        | 28 034       | 28,2                            |
| Марнеулі                       | 118 221      | 25,8                            |
| Тетріцкаро                     | 25 354       | 122,5                           |
| Цалка                          | 20 888       | 21,7                            |
| Шида Картлі                    | 314 039      | 312,8                           |
| Горі                           | 148 686      | 135,6                           |
| Карелі                         | 50 422       | 49,5                            |
| Каспі                          | 52 217       | 51,8                            |
| Хашурі                         | 62 714       | 61,4                            |